# Kmetiněves
Kmetiněves är en ort i Tjeckien.   Den ligger i regionen Mellersta Böhmen, i den centrala delen av landet, 30 km nordväst om huvudstaden Prag. Kmetiněves ligger 201 meter över havet och antalet invånare är 299.
Terrängen runt Kmetiněves är huvudsakligen platt. Kmetiněves ligger nere i en dal.Runt Kmetiněves är det tätbefolkat, med 493 invånare per kvadratkilometer. Närmaste större samhälle är Kladno, 18,4 km söder om Kmetiněves. Trakten runt Kmetiněves består till största delen av jordbruksmark.